# Étrurie maritime

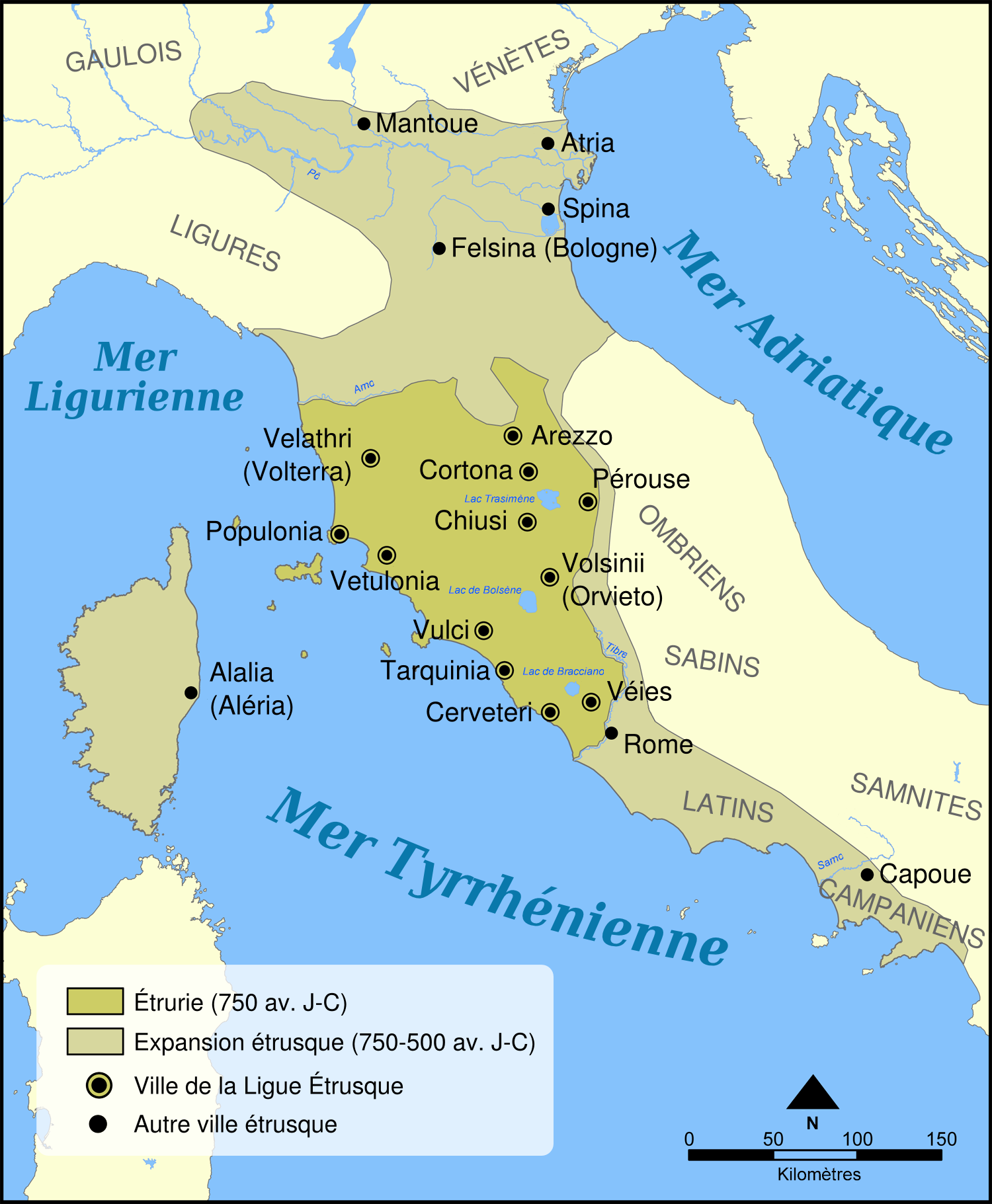
Étrurie

Étrurie maritime est le terme désignant les localisations étrusques bordant les mers.

## Histoire
L'Étrurie maritime engloba à l’est la côte de la mer Adriatique avec les villes « Hatria » et Spina  mais surtout à l’ouest celle de la mer Tyrrhénienne avec « Felzna », « Pufluna », « Talamons », « Vatluna », « Vulci », « Tarqna », « Cisra », Graviscae, Vulturnum, permettant les échanges et devenant un carrefour du commerce en Méditerranée.
Pour des raisons défensives, les grandes villes étaient rarement établies à proximité de la mer mais plutôt à l'intérieur sur des éperons rocheux et les plus importantes avaient leurs propres ports comme Caere, qui en possédait trois : Pyrgi, Alsium et Punicum, qui finirent par devenir eux-mêmes des centres importants.
Les mines de fer, cuivre, plomb, argent et d’étain, fournissaient des matières premières : le complexe commercial formé par la cité étrusque de « Pufluna » d'une part, et face à cette dernière, l’île d’Elbe, toutes deux abondamment pourvues en minerai de fer, furent pendant des siècles un centre métallurgique actif (Fe, Sn, Cu, Ni, Ag...), où venaient s’approvisionner Grec-italiotes (chaliciens implantés en Italie du Sud au VIIIe siècle av. J.-C. - VIIe siècle av. J.-C.) et Carthaginois,,,.
Les sanctuaires grecs et phéniciens trouvés lors de fouilles à Gravisca et Pyrgi accréditent la thèse d'une cohabitation dans ces centres d'artisans et de marchands d'origines multi-ethniques.
Les ports marchands (les emporions) accueillaient le trafic commercial et militaire mais abritaient tous une flotte de petites barques utilisées par les pêcheurs. La construction navale tirait le meilleur parti des nombreuses forêts encadrant les complexes portuaires.
Les Étrusques ont été un peuple de marins (thalassocratie) exerçant leur domination sur une partie du bassin de la Méditerranée occidentale, ce qui a eu pour conséquence notable de les opposer aux Grecs, à partir du début du Ve siècle av. J.-C., dont on peut notamment souligner, entre autres, la bataille d'Alalia. À cet effet, au sein de la « κοινὴ διάλεκτος ou koinề diálektos », les étrusques portaient le qualificatif de pirates,.

## Les comptoirs commerciaux et coloniaux

### Ligurie

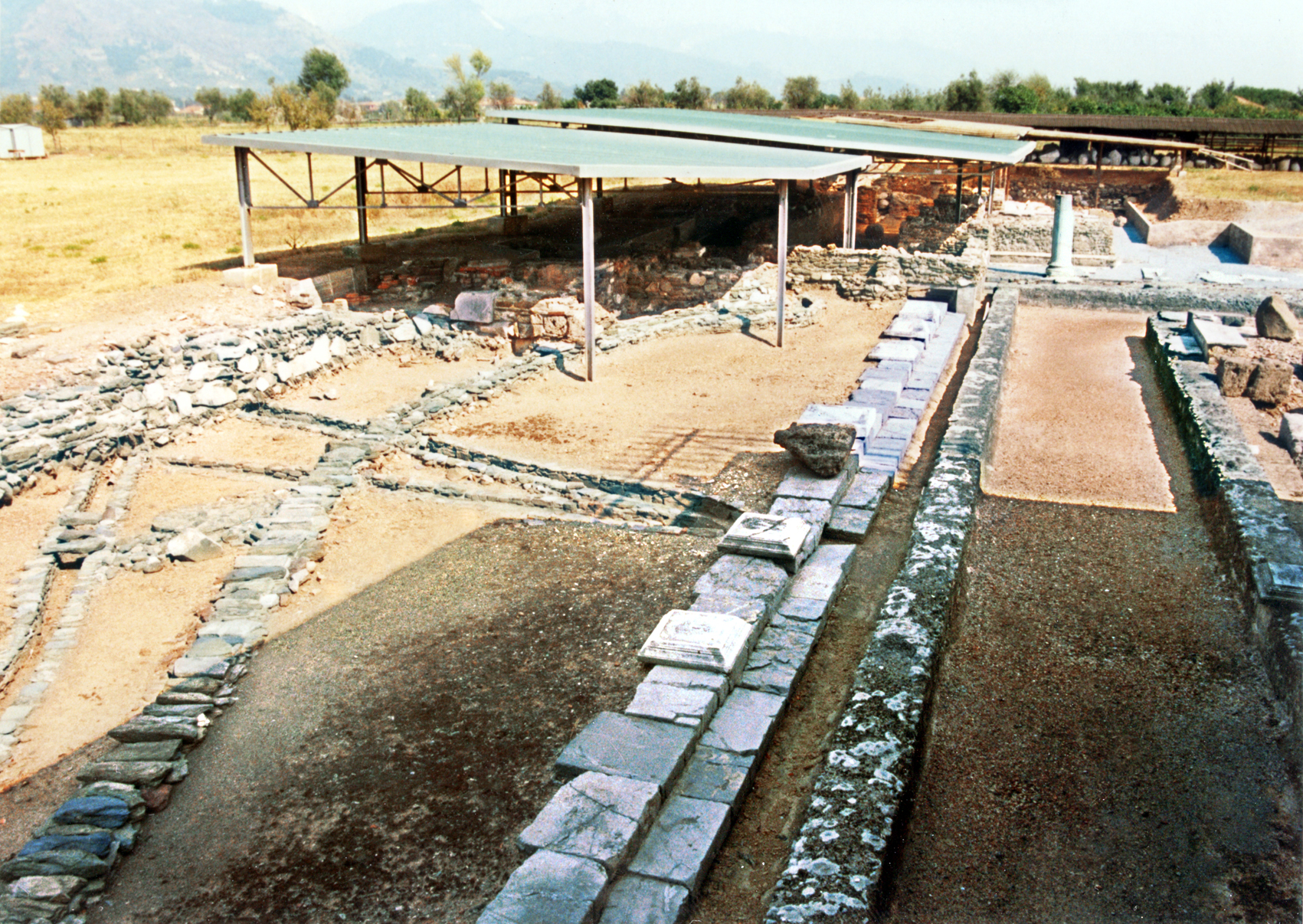
Fouilles de Luna.

Attestée, mais de manière ponctuelle, la présence étrusque sur le site de Luna en  Ligurie s'avère effective dès la période archaïque. Les prospections archéologiques, entreprises notamment sous l'égide de l'École suédoise de Rome, ont mis en évidence d'importantes infrastructures d'habitat à caractère étrusque,. Ces mêmes investigations et sondages ont permis de relever l'existence d'un imposant sanctuaire présentant une architecture typiquement étrusque,,.
Les explorations stratigraphiques du sous-sol de Luna révèlent que certaines des carrières pourvoyeuses d'un matériau essentiellement utilisé dans le domaine de la sculpture, le marbo lunies, marbre de Luni, sont exploitées par les colons étrusques à partir du VIIIe siècle av. J.-C.,.

### Îles méditerranéennes

#### Corse
Les récentes découvertes archéologiques attestent un comptoir commercial et colonial étrusque au sein de l'actuelle commune d'Aléria, laquelle est localisée dans le département de la Haute-Corse. Il s'agit d'un comptoir conquis par les Étrusques au début du VIe siècle av. J.-C., jusqu'aux environs de -540 - 535, période à laquelle fut livrée la bataille d'Alalia près des côtes du littoral haut-corse, confrontation navale opposant les navires de guerre étrusques et la flotte carthaginoise aux Phocéens, qui subirent une lourde défaite,,.
Ce conflit sur les flots tyrrhéniens se présente comme étant le point d'orgue de tensions diplomatiques entre les nations étrusques et grecques débutées au cours du VIIe siècle av. J.-C.,. Cette crise résulte probablement d'une volonté sans équivoque venant des instances politiques étrusques de contrôler les îles et littoraux tyrrhéniens,,, afin de conforter leurs positions économiques au sein de cette zone géographique.
De facto, la mainmise étrusque en mer Tyrrhénienne vient concurrencer une « koiné » commerciale grecque préexistente et relativement préétablie sur le pourtour nord-occidental de la Méditerranée. Les deux peuples se disputent cette zone géographique au travers de l'établissement de comptoirs coloniaux tels que « Alalia »,,.

Le site colonial protohistorique étrusque de Alalia étrusque
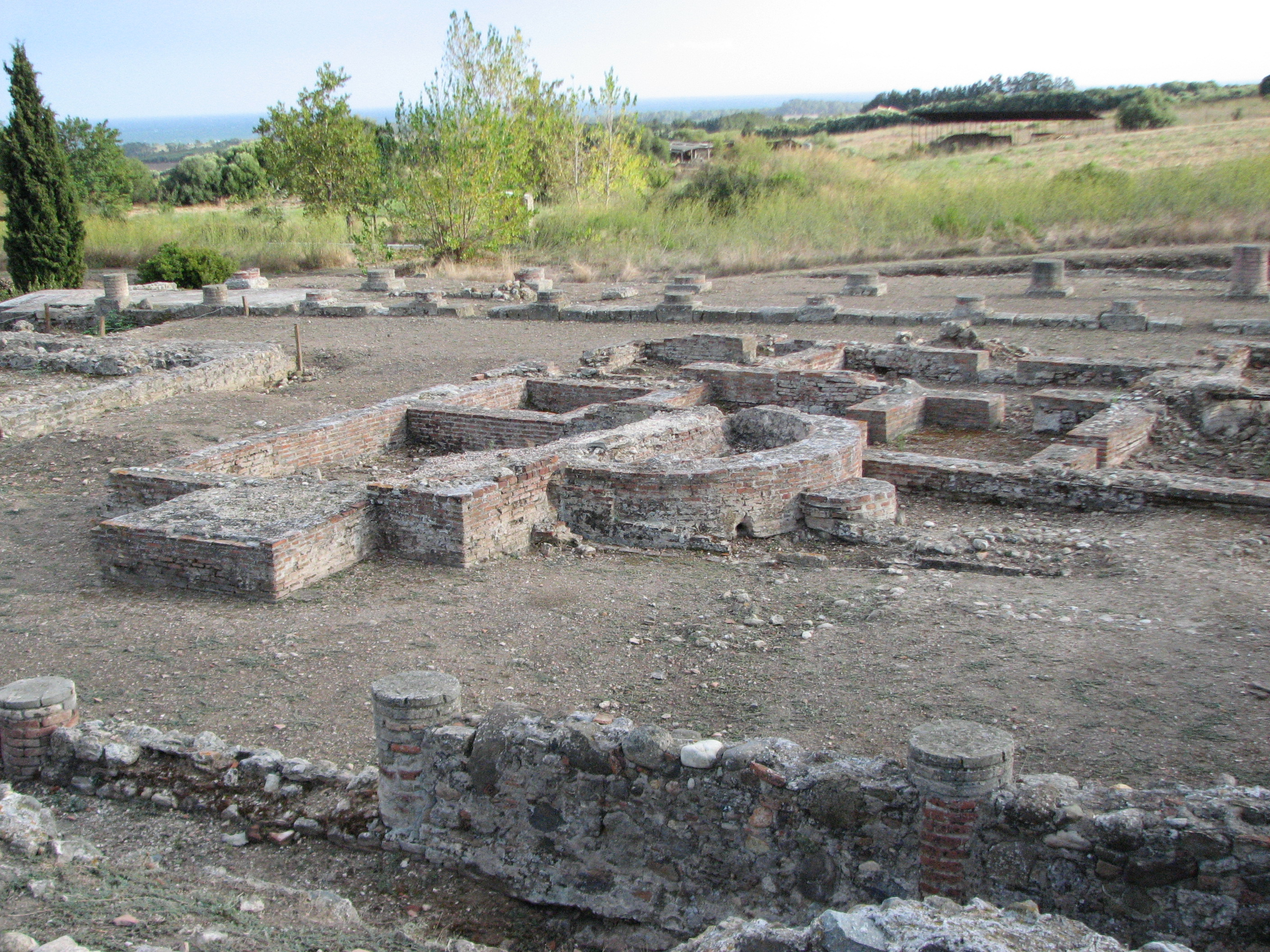
Site protohistorique étrusque d'« Alalia », indexé au début du VIe siècle av. J.-C.
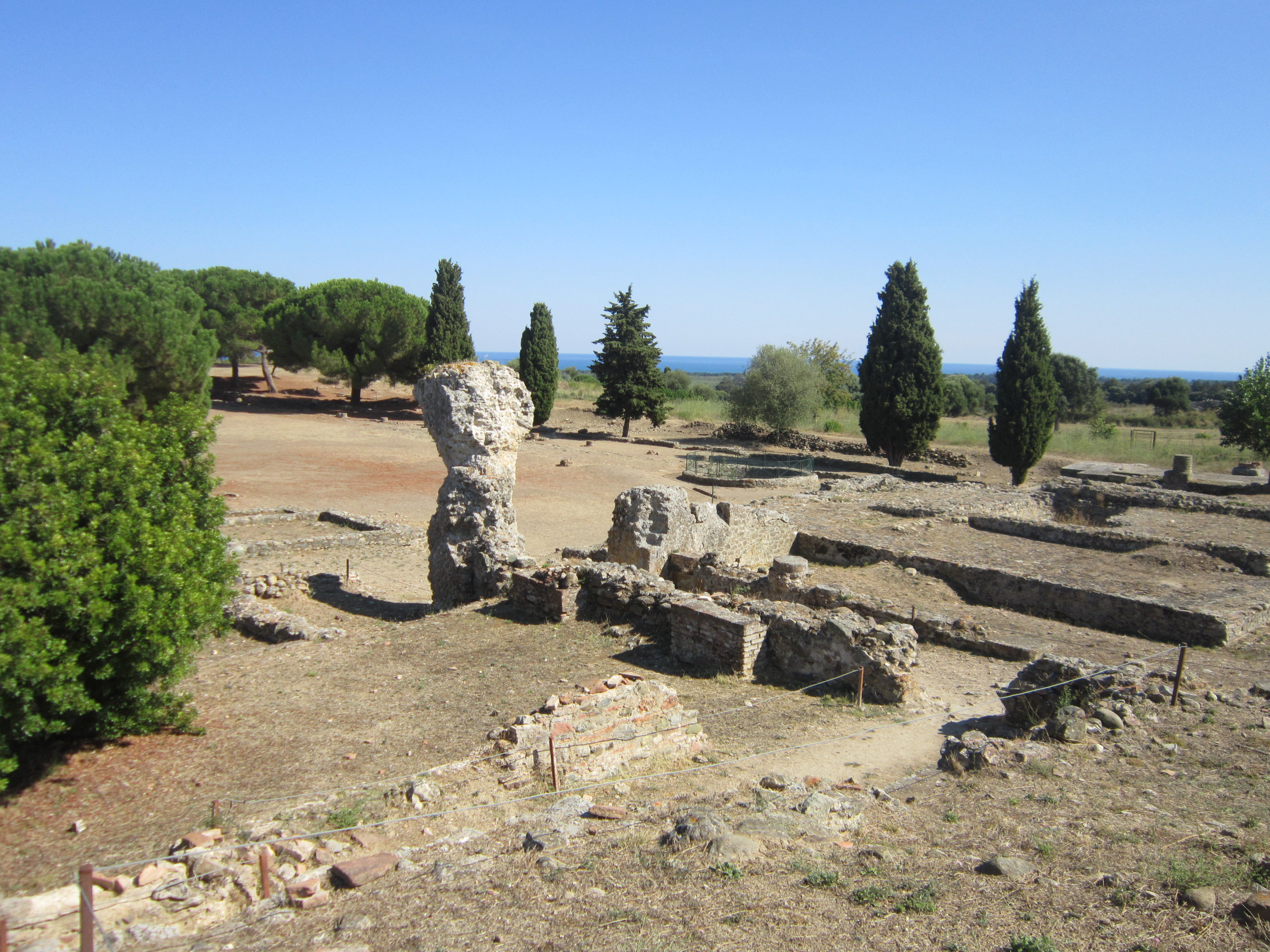
Id.
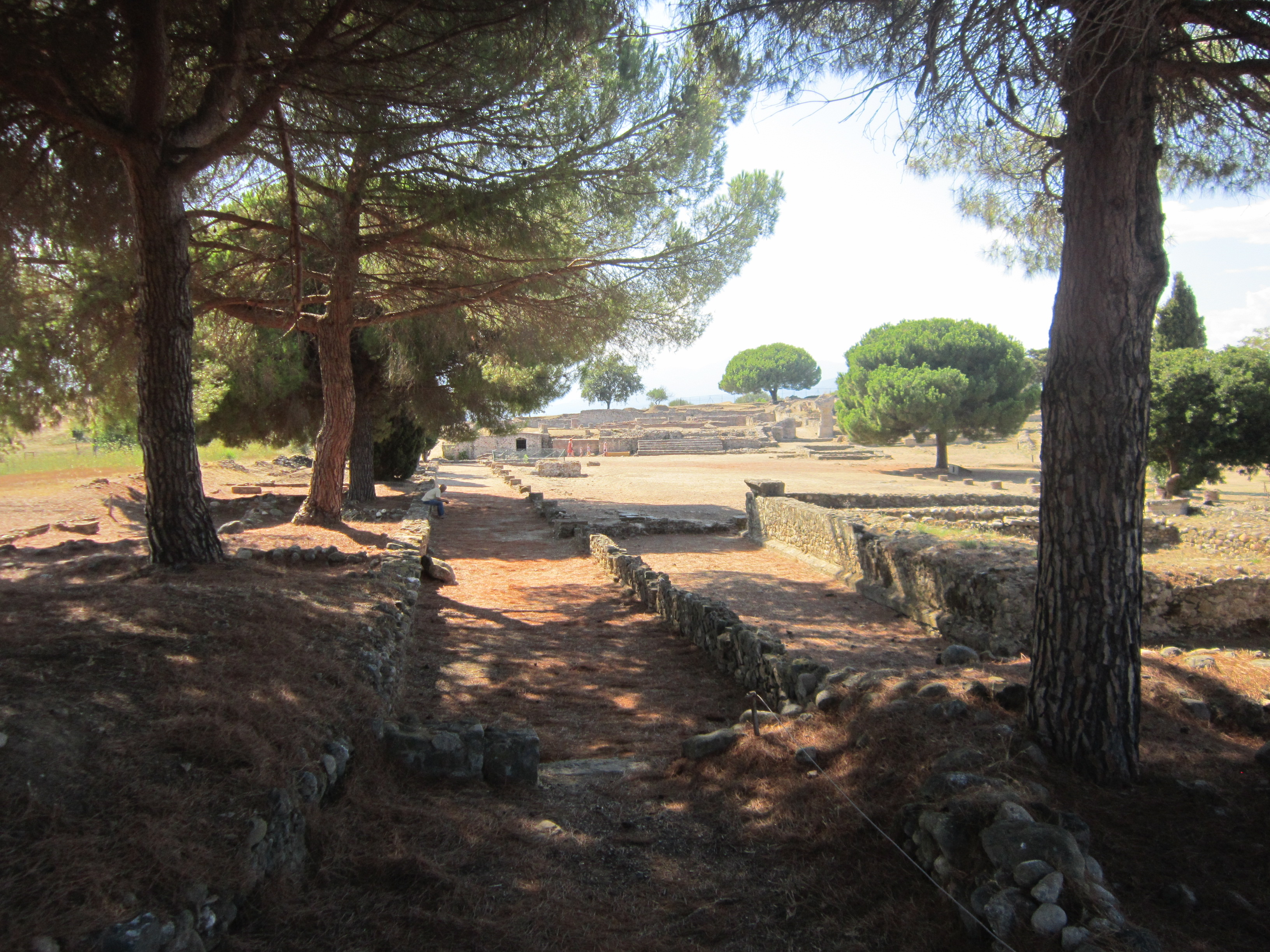
Id
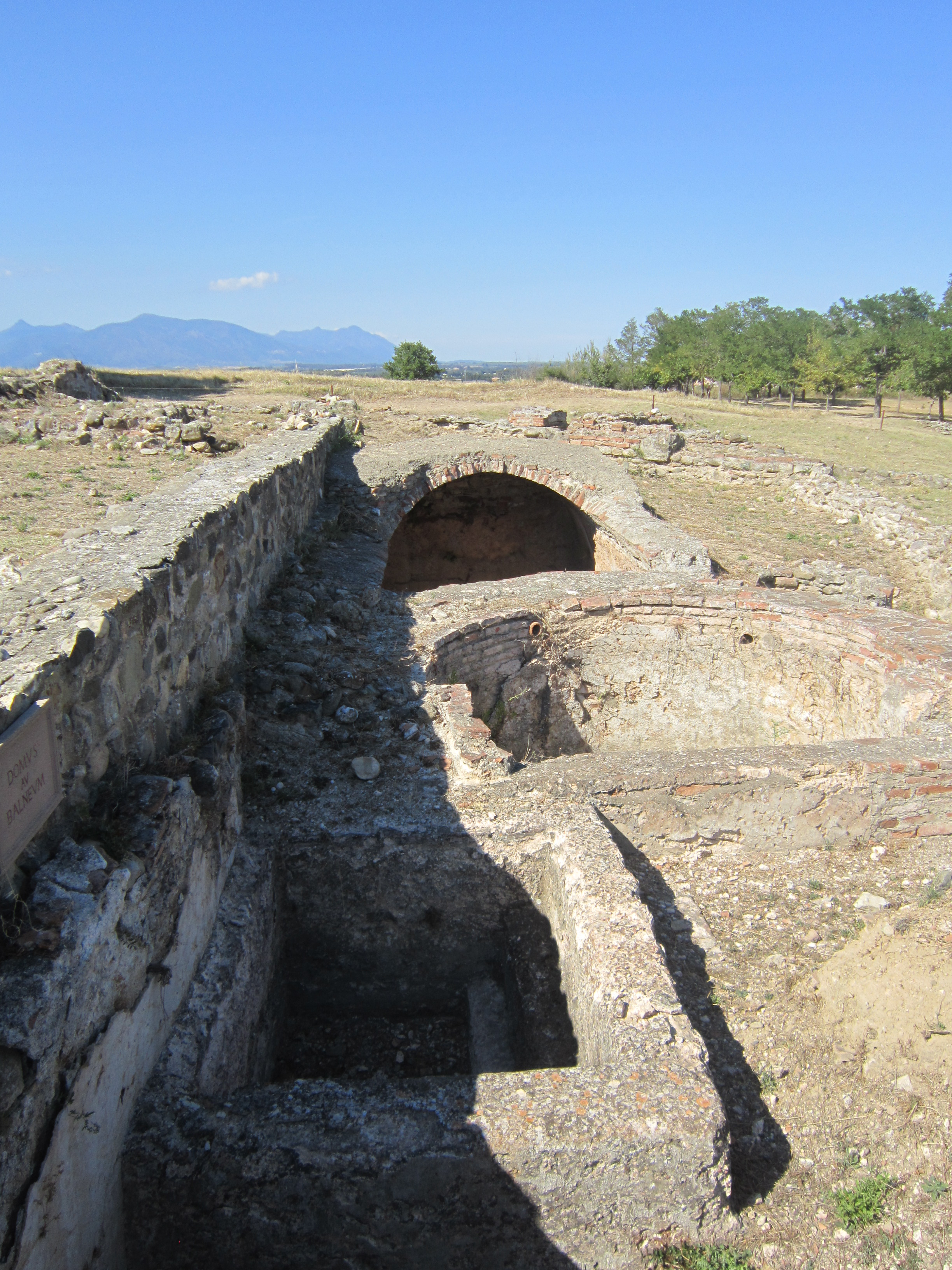
Mur d'enceinte à fossé du site étrusque d'« Alalia ».
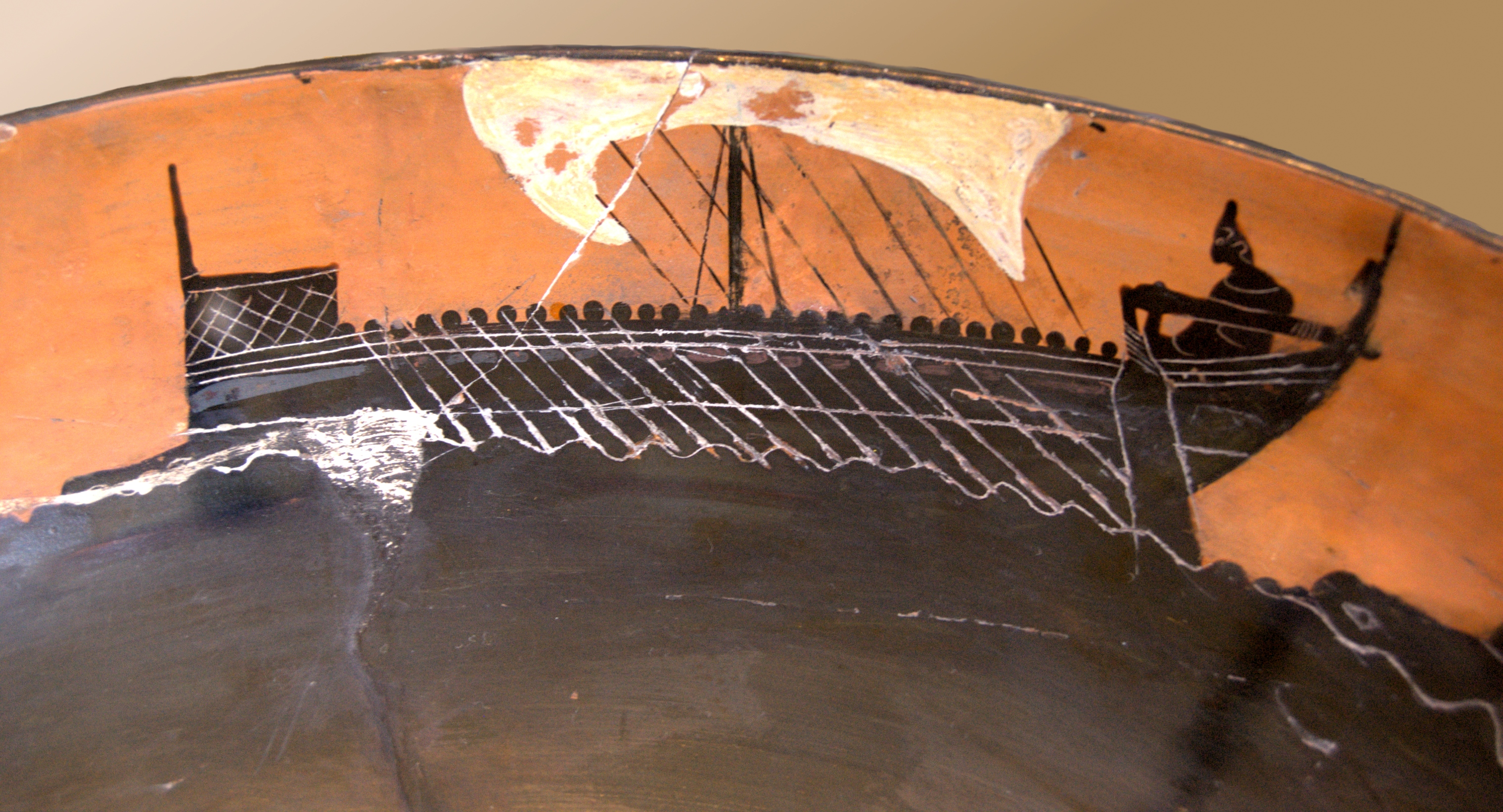
Icône figurant la bataille d'Alalia, laquelle est attribuée aux alentours de -540 - 535.

#### Île d'Elbe
La thallassocratie étrusque au sein des terres de l'île d'Elbe se matérialise notamment au travers de l'exploitation du sous-sol, riche en minerai de fer,,,[réf. incomplète]. À cet effet, les analyses de terrain produites au XIXe siècle, mettent en avant l'existence de zones d'extractions minérifères, dont la datation et les différents artefacts découverts en lieu et place, ont permis d'attester une implantation étrusque effective,,. Il est possible de corréler cette donnée à une aire de production et d'exportation étrusque d'importance au cours de la 1re phase de l'âge du fer,,,,.

De surcroît, et relativement à cette même période, la physionomie géostratégique en mer Méditerranée nord-occidentale, semble indiquer que l'île d'Elbe a valeur de 

« pont des îles »

— Michel Gras, Les enjeux insulaires en mer Tyrrhénienne, 1972, page 780
 entre l'Étrurie dite « maritime » et les principales terres insulaires de cette zone,. De fait, la situation géographique de l'île d'Elbe, lui confère un statut de nœud névralgique. Les routes commerciales d'importance sillonnant l'espace maritime tyrrhénien, dont les principaux acteurs et bénéficiaires sont Carthage, la Grande Grèce, Rome et la Phénicie, apparaissent toutes sécantes en ce point géographique précis. Par conséquent, au sein de l'Étrurie tyrrhénienne, la terre insulaire toscane, pourrait donc constituer un véritable enjeu géostratégique.
À cet égard, et dans le cadre de la prééminence maritime de l'Étrurie, le petit ilôt toscan fait simultanément figure de plaque tournante des exportations étrusques et d'emporion,,,.

l'île d'Elbe : un comptoir productif et commercial étrusque
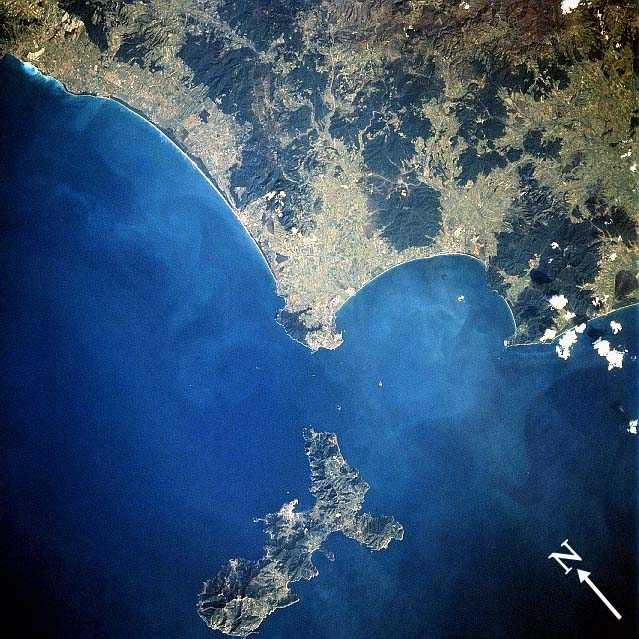
Vue satellitaire de l'île d'Elbe.
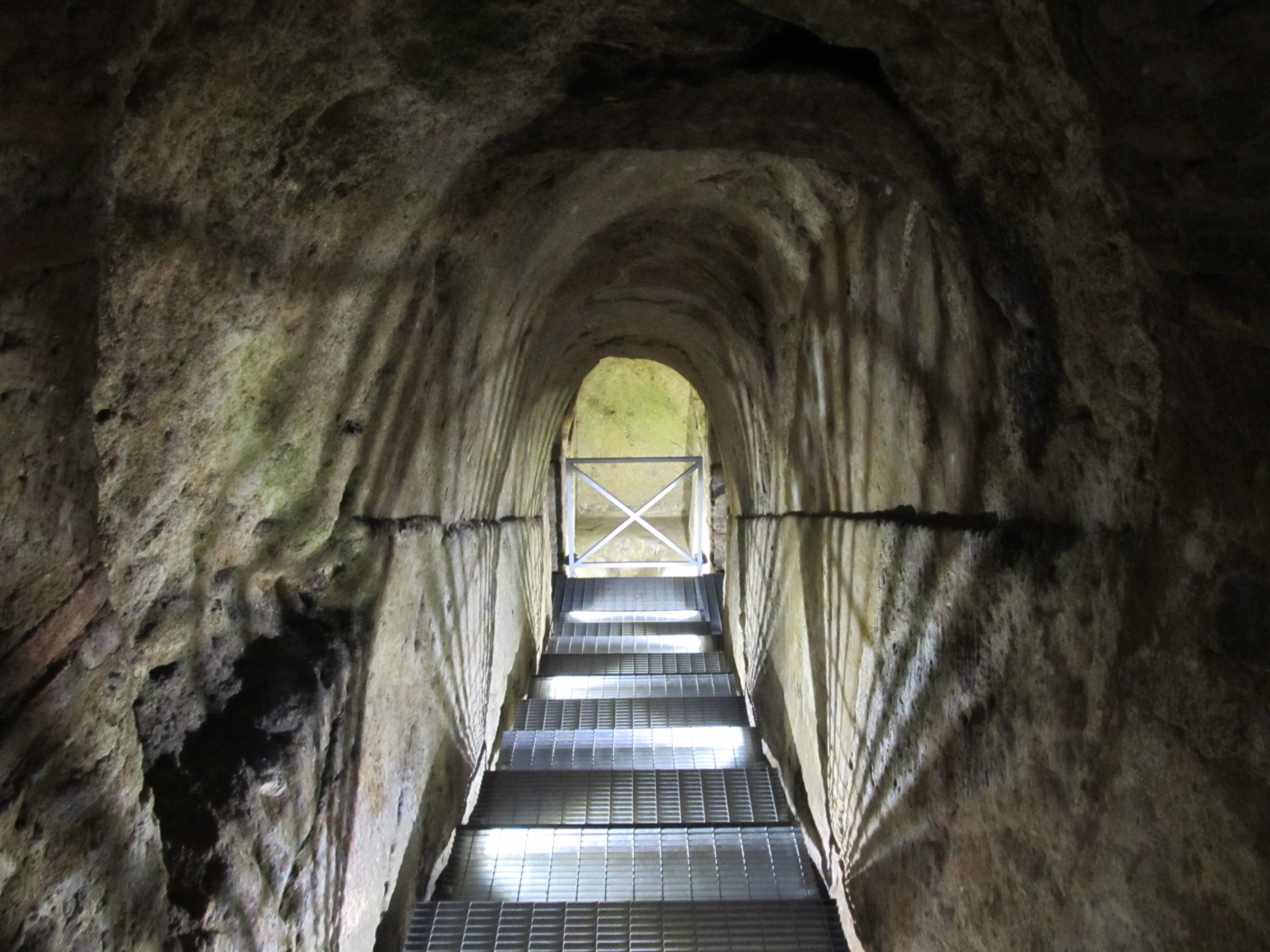
Colonne d'entrée d'une ancienne mine étrusque. Île d'Elbe.
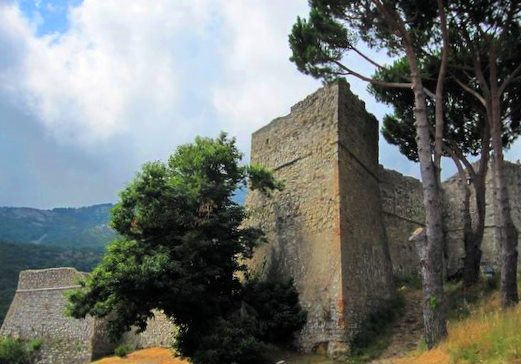
Fortifications étrusques, de Marciana, île d'Elbe
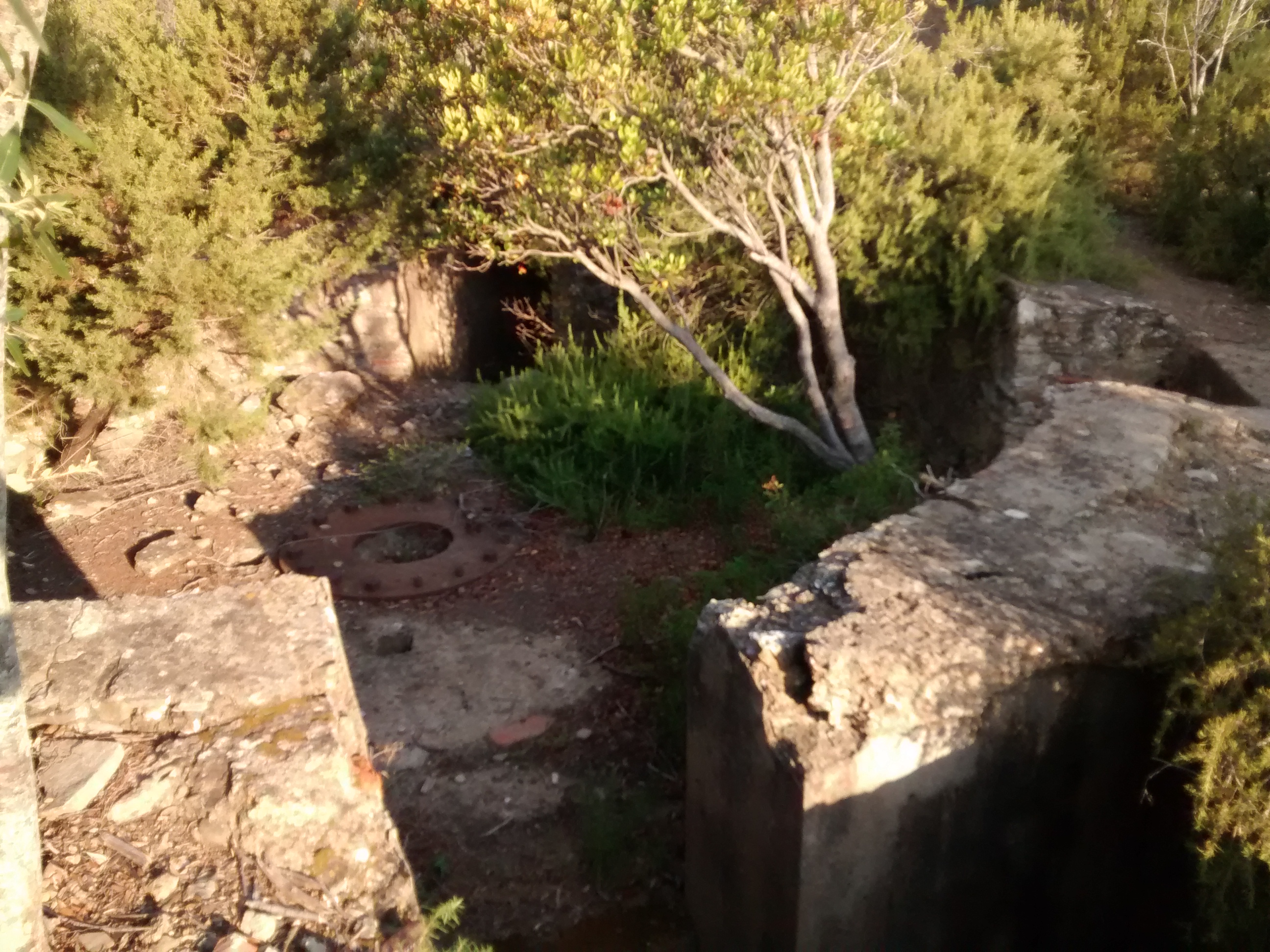
Vestiges appartenant à un complexe d'habitat de mineurs étrusques, île d'Elbe.

### Gaule languedocienne et provençale

#### Lattara

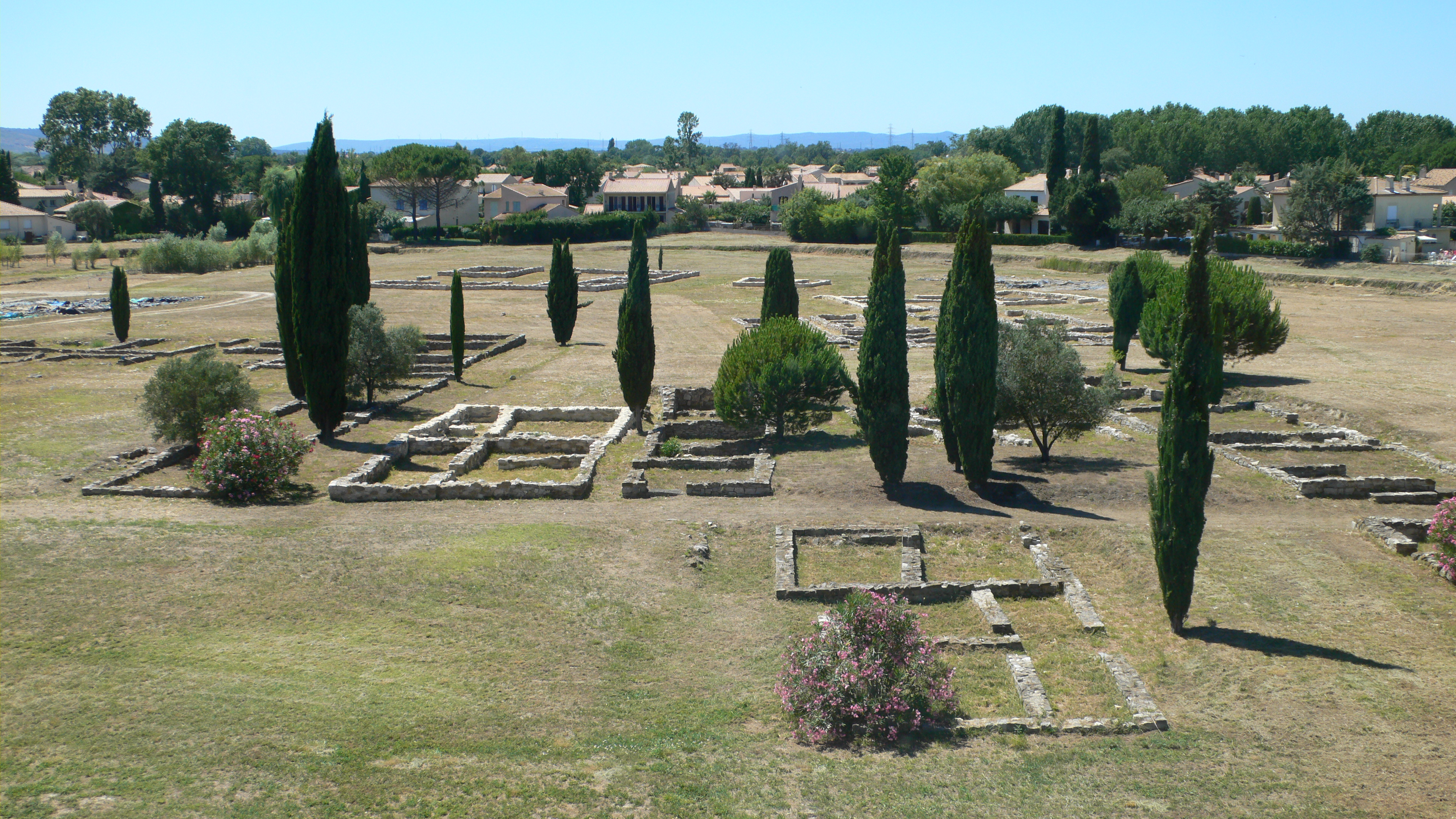
Vue du site archéologique de Lattara.

Fondée à l'âge du bronze récent par le peuple des « lattarès », gréco - massaliote, le site antique localisé dans l'actuel département de l'Hérault connaît tour à tour l'hégémonie de la thalassocratie étrusque au cours du VIe siècle av. J.-C., laquelle est remplacée par l'ἐμπόριον gréco - massaliote au cours Ve siècle av. J.-C., en se pourvoyant d'un statut de comptoir colonial et commercial, pour ensuite se voir investie par les tribus celtes de Gaule méridionale (dont notamment les allobroges et les segobriges) vers la fin du IVe siècle av. J.-C. et du début du IIIe siècle av. J.-C. et à terme tombé sous la coupe des Romains en étant intégrée à la province romaine de la narbonnaise[réf. incomplète],,.

#### Pech Maho

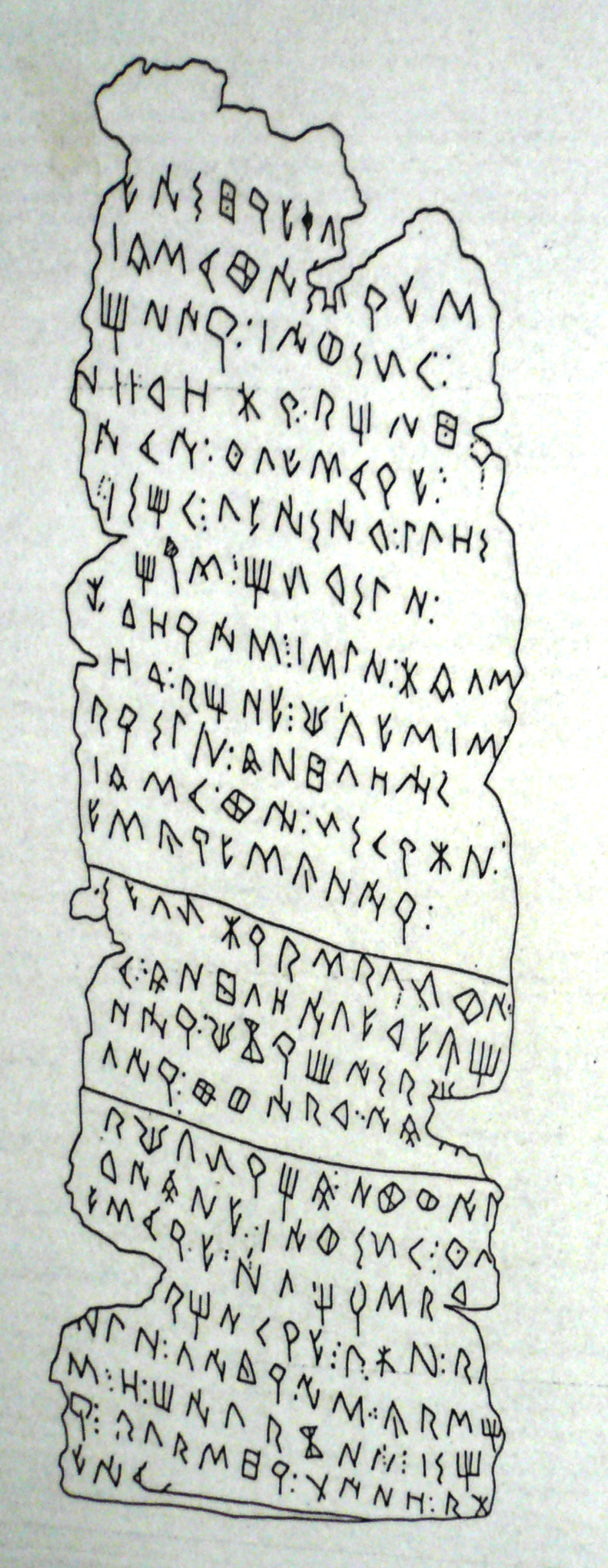
Texte éprgaphique gravé sur le plomb de Pech Maho.

La présence étrusque au sein du site de Pech Maho, localisé dans l'actuel département de l'Aude, se concrétise notamment par le biais d'un témoignage épigraphique. Celui-ci apparaît sous la forme d'un petit objet de métal corrodé et dont l'aspect cylindrique résulte de l'enroulement d'une tablette. Il s'agit d'un « plomb » dénommé le « plomb de pech maho ». Les textes gravés sur l'artefact procèdent simultanément d'un cursus scriptural ionien et d'un cursus typographique étrusques,,.
En outre, les analyses conjuguées de spécialistes en linguistique antique, tels que Michel Lejeune, Mauro Cristofani et Yves Sollier, tendent à confirmer que le dit « plomb » est le résultat d'un accord de type commercial passé entre des marchands étrusques et gréco-italiotes. De plus, la transcription des textes gravés sur le petit cylindre indique que la transaction est relative à un tonnage de biens et de marchandises,,. En voici la transcription :
« ék`ãti`[..] §pr¤at`o`[..]PRI[--- parå t«n] Emporit°vn: §pr¤ato TE/[---]ék`ãti`[on] §pr¤at`o`: [§]pr¤[ato te --- parå t«n] »
— Pébarthe, Delrieux, 1999, La transaction du plomb de Pech Maho, pages 155 et 158.

Celle-ci se traduisant par : 

« Il a acheté une barque : (une partie de la marchandise) auprès des Emporitains tandis que l’autre l’a été (auprès de...) »

— Pébarthe, Delrieux, 1999, La transaction du plomb de Pech Maho, page 158.
D'autre part, au sein du site archéologique de l'Aude, la découverte de vestiges d'habitat, d'assises de fortifications étrusques, mais également d'un chariot d'attelage, révèle que Pech Maho est affecté d'un statut d'emporion, et dont il est subrogé au territoire de la thalassocratie étrusque. Enfin, l'expertise chronologique atteste que le site de Pech Maho fait l'objet un important déterminant colonial étrusque, à la fois culturel et politique, au cours du VIe siècle av. J.-C. et du Ve siècle av. J.-C. (période archaïque),,.

L'emporion étrusco-archaïque de Pech Maho
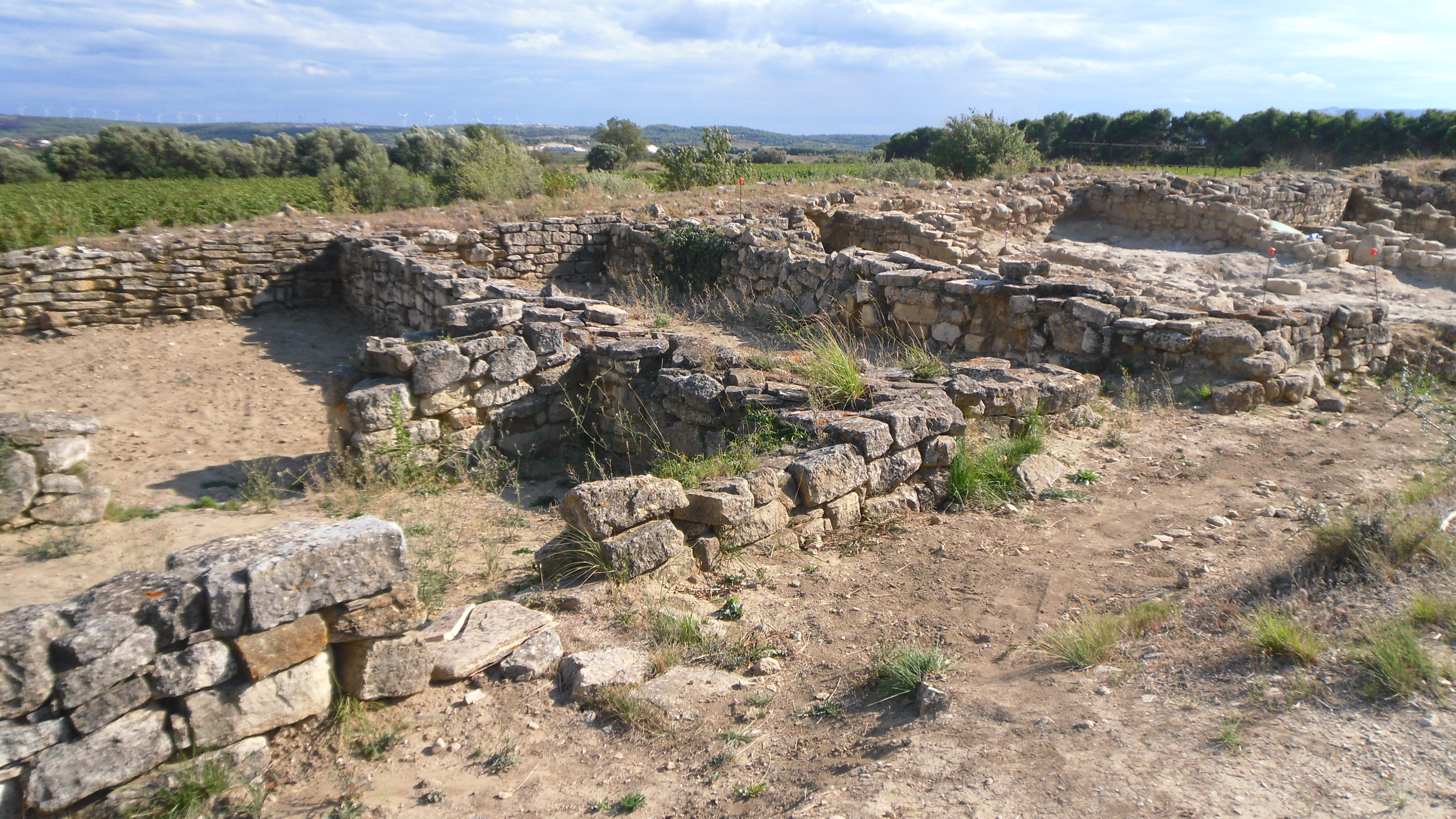
Vestiges d'habitats au sein du site archéologique de Pech Maho. Ancien Comptoir étrusque[h].
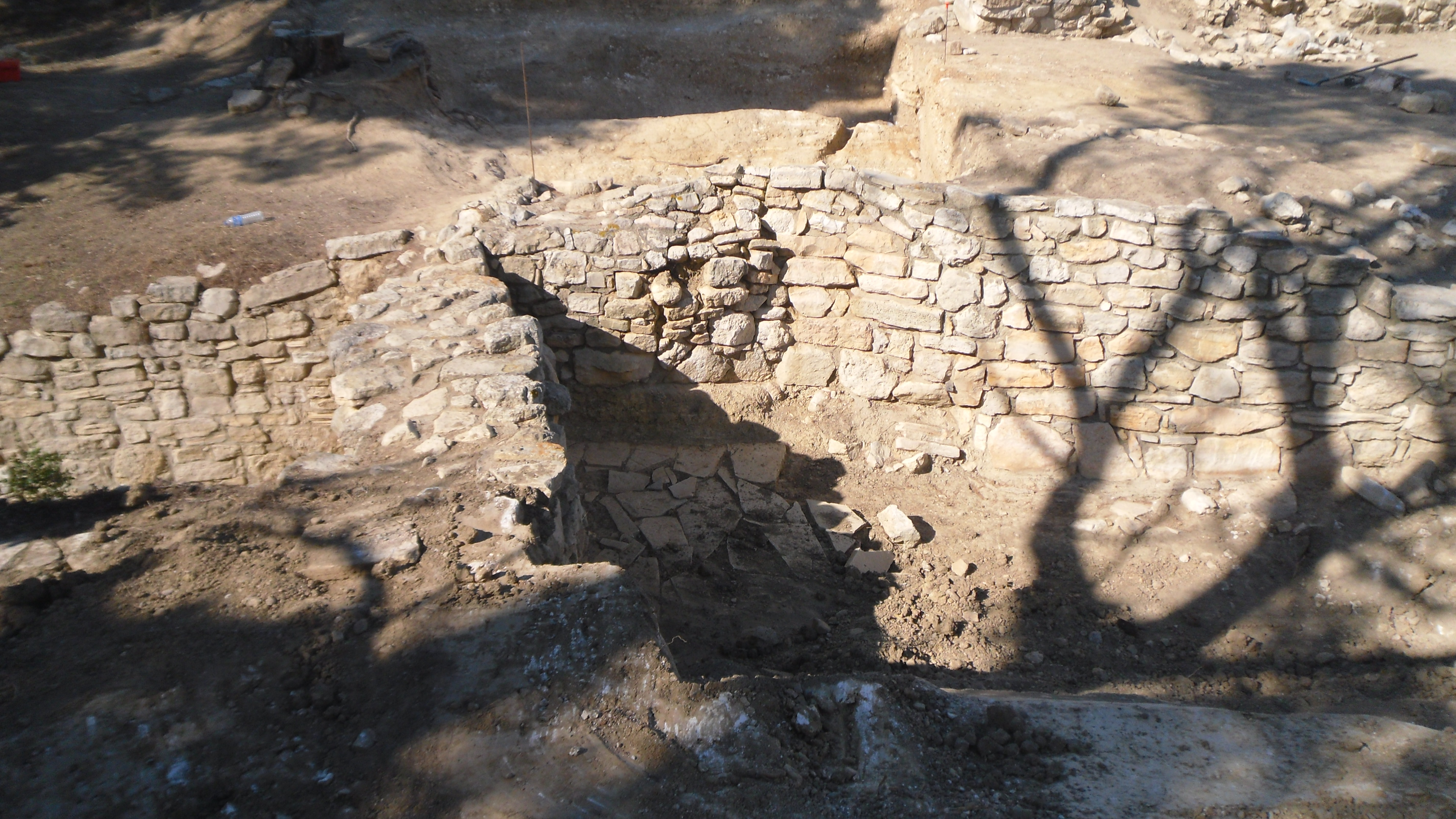
Ruines d'habitations.
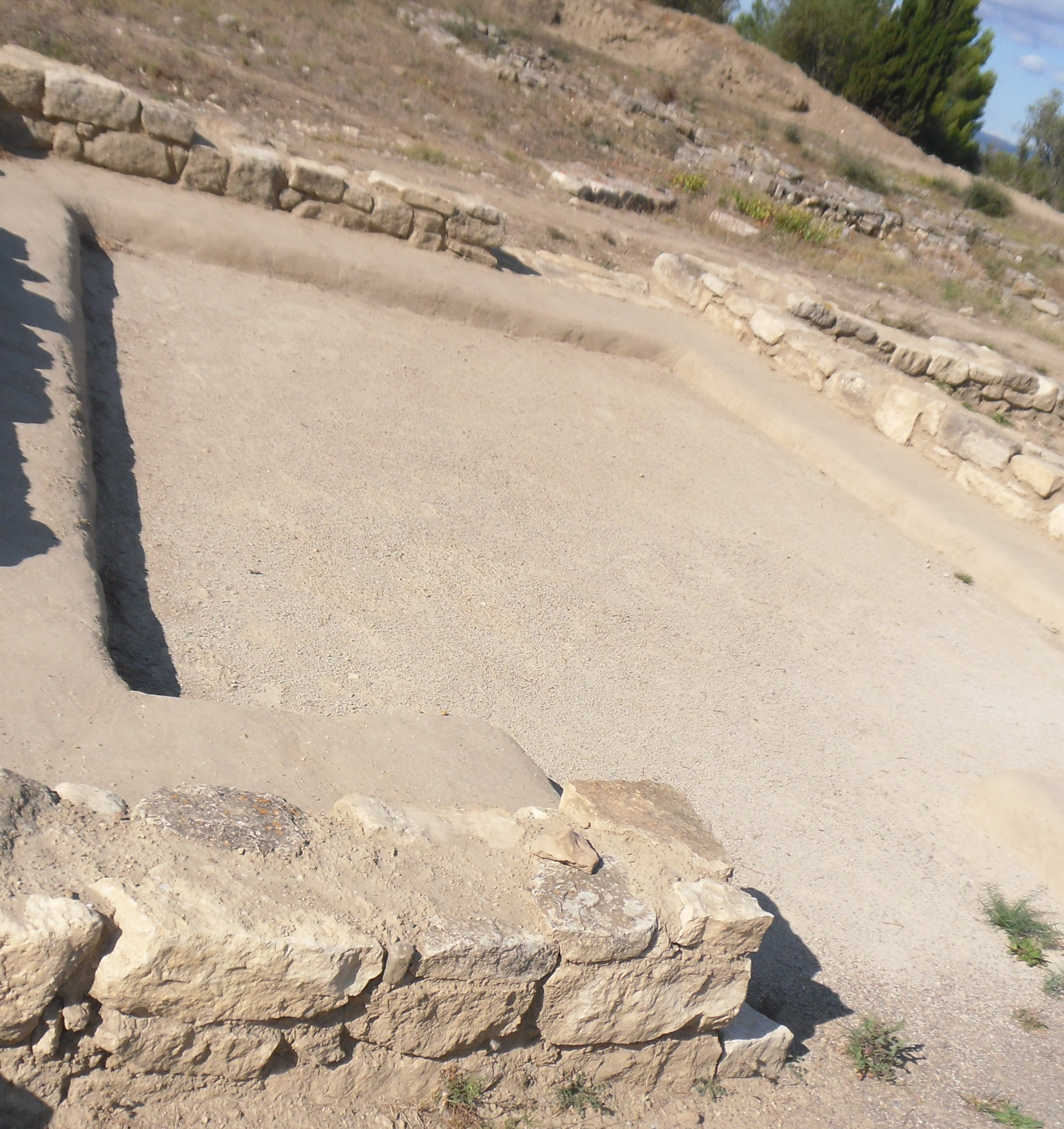
Vestiges de la voie piétonne no 13.
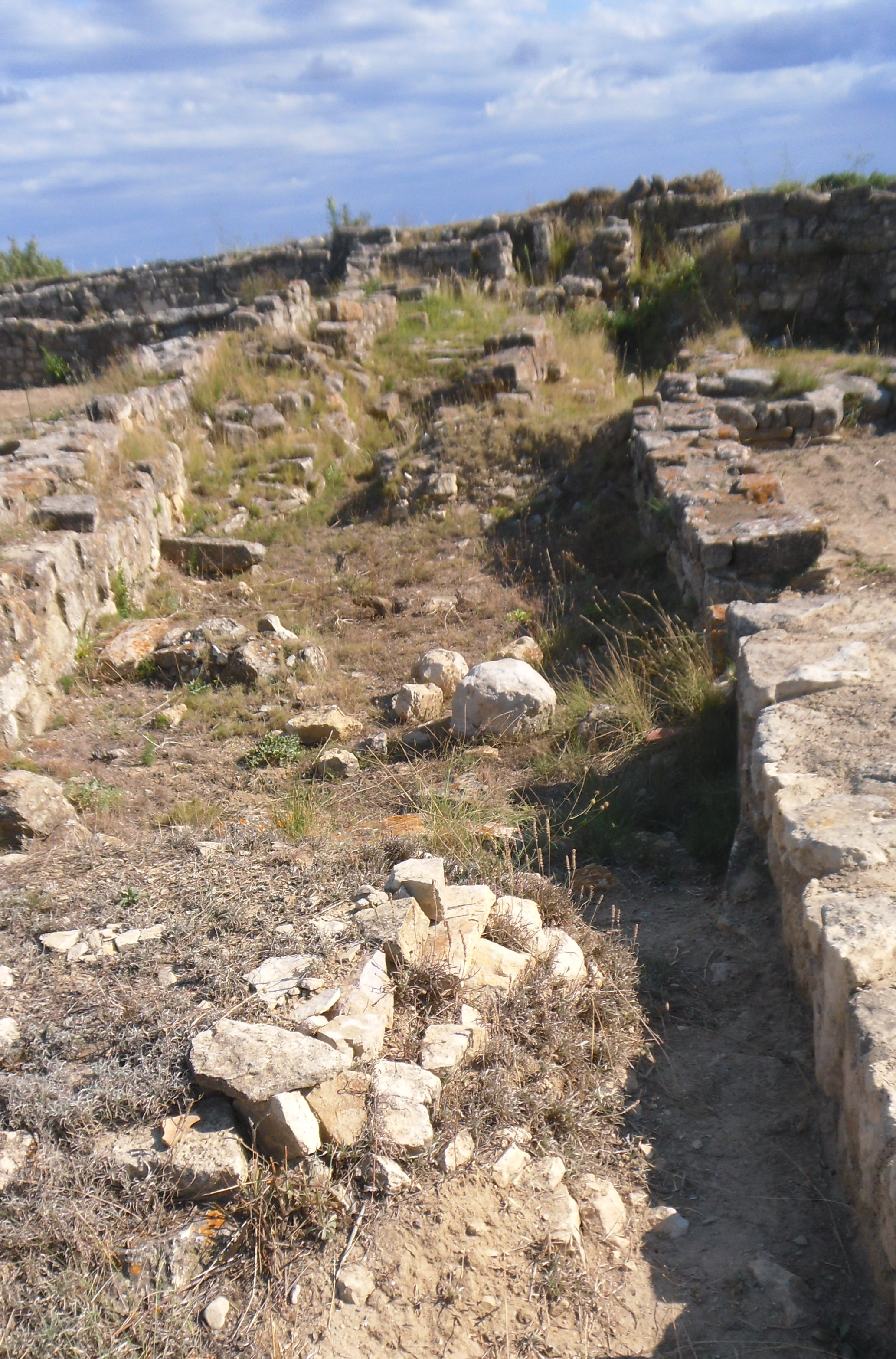
Vestiges d'une voie piétonne no 8.